# Bioestadística
La bioestadística es la rama de la estadística aplicada a las ciencias de la vida, como la biología o la medicina, entre otras. Se encarga de cuestiones relacionadas con la recogida de datos y su correcto almacenamiento; el análisis de la información y la representación e interpretación de resultados.

## Historia
El primer médico que utilizó métodos matemáticos para cuantificar variables de pacientes y sus enfermedades fue el francés Pierre Charles-Alexandre Louis (1787-1872). La primera aplicación del Método numérico (que es como tituló a su obra y llamó a su método) en su clásico estudio de la tuberculosis, que influyó en toda una generación de estudiantes. Sus discípulos, a su vez, reforzaron la nueva ciencia de la epidemiología con base en el método estadístico. En las recomendaciones de Louis para evaluar diferentes métodos de tratamiento están las bases de los ensayos clínicos que se hicieron un siglo después. En Francia Louis René Villermé (1782-1863) y en Inglaterra William Farr (1807-1883) —que había estudiado estadística médica con Louis— hicieron los primeros mapas epidemiológicos usando métodos cuantitativos y análisis epidemiológicos. Francis Galton (1822-1911), basado en el darwinismo social, fundó la biometría estadística.
Pierre Simon Laplace (1749-1827), astrónomo y matemático francés, publicó en 1812 un tratado sobre la teoría analítica de las probabilidades, Théorie analytique des probabilités (Teoría analítica de las probabilidades), sugiriendo que tal análisis podría ser una herramienta valiosa para resolver problemas médicos.
Los primeros intentos de hacer coincidir las matemáticas de la teoría estadística con los conceptos emergentes de la infección
bacteriana tuvieron lugar a comienzos del siglo XX. Tres diferentes problemas cuantitativos fueron estudiados por otros tantos autores. William Heaton Hamer (1862-1936) propuso un modelo temporal discreto en un intento de explicar la ocurrencia regular
de las epidemias de sarampión; John Brownlee (1868-1927), primer director del British Research Council, luchó durante veinte
años con problemas de cuantificación de la infectividad epidemiológica, y Ronald Ross (1857-1932) exploró la aplicación matemática
de la teoría de las probabilidades con la finalidad de determinar la relación entre el número de mosquitos y la incidencia de malaria en situaciones endémicas y epidémicas. Pero el cambio más radical en la dirección de la epidemiología se debe a Austin
Bradford Hill (1897-1991) con el ensayo clínico aleatorizado y, en colaboración con Richard Doll (n. 1912), el épico trabajo que correlacionó el tabaco y el cáncer de pulmón.
Los primeros trabajos bioestadísticos en enfermería los realizó, a mediados del siglo XIX la enfermera inglesa Florence Nightingale. Durante la guerra de Crimea, Florence Nightingale observó que eran mucho más numerosas las bajas producidas en el hospital que en el frente. Por lo tanto, recopiló información y dedujo que la causa de la elevada tasa de mortalidad se debía a la precariedad higiénica existente. Así, gracias a sus análisis estadísticos, se comenzó a tomar conciencia de la importancia y la necesidad de unas buenas condiciones higiénicas en los hospitales.

## En la evolución
El razonamiento y la modelización bioestadísticas fueron fundamentales en la fundación de la Síntesis Moderna de la evolución. A principios de los años noventa, después del redescubrimiento de la obra de Mendel, los problemas conceptuales ligados a la comprensión de la relación entre la genética y el darwinismo condujeron a un acalorado debate entre biométricos (Weldon, Pearson) y mendelianos (Davenport,[cita requerida] Bateson). En los años 30, tres grandes estadísticos, Ronald Fisher, quien desarrolló varios métodos básicos de la estadística en su libro The Genetical Theory of Natural Selection,  Sewall G. Wright y J. B. S. Haldane lograron resolver el conflicto e introdujeron la bioestadística y, en particular, la genética de poblaciones, como una de las ramas esenciales de la Síntesis evolutiva moderna.

## Aplicaciones
La aplicación resulta hoy en día necesaria, en los campos:
- Salud pública, que incluye: epidemiología, nutrición, salud ambiental y en investigación de servicios sanitarios.
- Genómica y poblaciones genéticas
- Medicina
- Ecología
- Bioensayos

La colaboración de la bioestadística ha sido clave en el desarrollo de nuevos fármacos, en el entendimiento de enfermedades crónicas como el cáncer y el sida, y estos son solo algunos de los miles de ejemplos posibles.
La estrecha relación de la Estadística con el método científico hace de la Bioestadística una disciplina imprescindible en la mayoría de los proyectos en el área tecnológica.
El pensamiento estadístico no solo resuelve y entiende la compleja metodología para dar respuesta a hipótesis, sino que es capaz de organizar el “sistema” que involucra la investigación desde el diseño general, diseño de muestreo, control de calidad de la información, análisis y presentación de resultados.
Siendo como es, parte fundamental del desarrollo del conocimiento en todas las áreas de la salud, la estadística no está exenta de dificultades. Lo cierto es que, como han puesto de manifiesto numerosos autores, la mayor parte de los trabajos científicos que se publican en la actualidad están aquejados de defectos en su metodología, graves en numerosas ocasiones, a veces debidos a la falta de formación de los autores y los revisores, pero también, en otras ocasiones, debidos a la intencionalidad de transmitir algún mensaje concreto a través de los resultados del trabajo.
Varios artículos recientes, publicados en revistas científicas revisadas por pares, brindan guías muy valiosas sobre las principales aplicaciones de la bioestadística a la investigación.

## Ejemplos de modelos estadísticos

#### JaBbA v1
La bioestadística en la actualidad se ve implicada en distintos ámbitos, a través de distintos métodos, por ejemplo el modelo planteado según Zi-Ning Choo et al.(2023) en el que se destaca la importancia del mejoramiento de metodologías en el modelo estadístico JaBbA v1 a partir del modelo anterior (v0.1) permite analizar datos de secuenciación que supera los algoritmos anteriores, determinar un panorama pan-cáncer de cabos sueltos que se originan desde procesos mutacionales y de reparación, además de evidenciar que en su estructura están presentes secuencias repetitivas y extrañas. Contribuyen a la evaluación de moléculas largas y su posterior validación, así mismo revelan neotelómeros como causa de las variantes estructurales que pueden ser no secuenciadas por SRS.